# Боровица (Черкасская область)
Борови́ца (укр. Боровиця) — село в Черкасском районе Черкасской области Украины.
Занимает площадь 5,233 км². Почтовый индекс — 20921. Телефонный код — 4730.

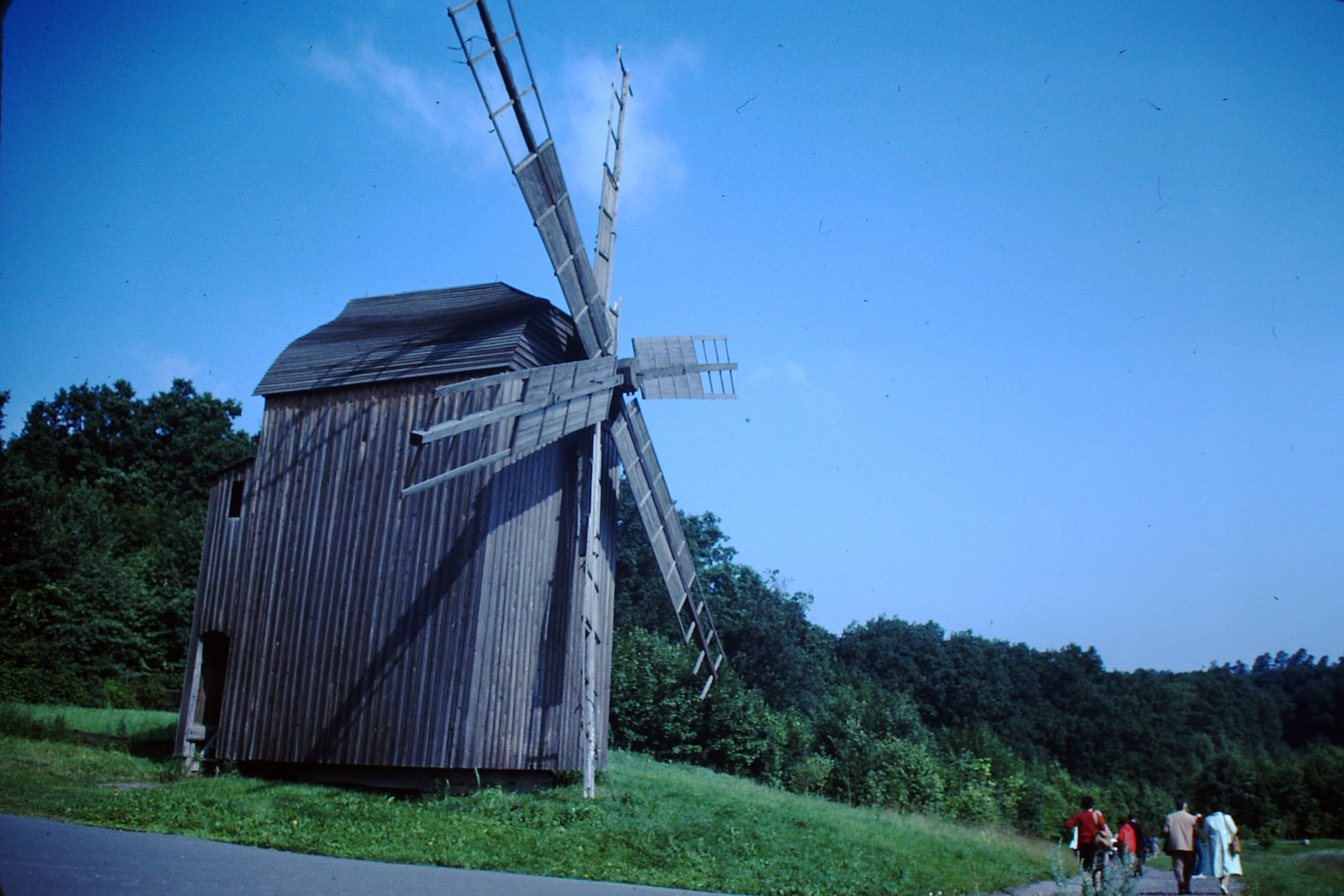
Ветряная мельница из Боровицы перевезённая в Музей народной архитектуры и быта Украины

## Население
Население по переписи 2001 года составляло 1909 человек.

### Языковой состав
Родной язык населения по данным переписи 2001 года:
| Язык       | Численность, чел. | Доля     |
| ---------- | ----------------- | -------- |
| Украинский | 1 873             | 98,11 %  |
| Русский    | 35                | 1,83 %   |
| Другое     | 1                 | 0,06 %   |
| Итого      | 1 909             | 100,00 % |

## Известные люди
В селе родились:
- Цыбенко, Константин Евстафьевич — Герой Социалистического Труда.